# Талліма
Талліма (ест. Tallima) — село в Естонії, входить до складу волості Риуге, повіту Вирумаа.